# GISAID
GISAID（Global Initiative on Sharing Avian Influenza Data）は、2008年に設立された世界的な科学イニシアチブであり、インフルエンザウイルスおよび新型コロナウイルス感染症 (COVID-19) パンデミックの原因となる新型コロナウイルス (SARS-CoV-2)のゲノムデータへのオープンアクセスを提供している一次資料提供主体。
2020年1月10日、SARS-CoV-2 の最初の全ゲノム配列が GISAID で利用可能となり、最初の COVID-19ワクチンの開発や SARS-CoV-2 を検出する診断用検査など、パンデミックへの世界的な対応が可能となった 。GISAID は、地球全体での新しい COVID-19ウイルス株の出現を監視すべく、ゲノム疫学とリアルタイム・サーベイランスを促している。
従来のパブリックドメインアーカイブを介した鳥インフルエンザのデータ共有に替わるものとして設立されて以来、2009年の新型インフルエンザ (H1N1) パンデミック、2013年の H7N9 の流行、2020年の COVID-19パンデミックにおいて、GISAID は、突発的流行データの迅速な交換を進めるものとして認められている。
2017年にはG20保健大臣からグローバル保健への GISAID の重要性が認められた。また 、2020年には世界保健機関 (WHO) の主任科学者によれば、このデータサイエンス分野の取り組みは「ゲームチェンジャー」と言われている 。

## 発端

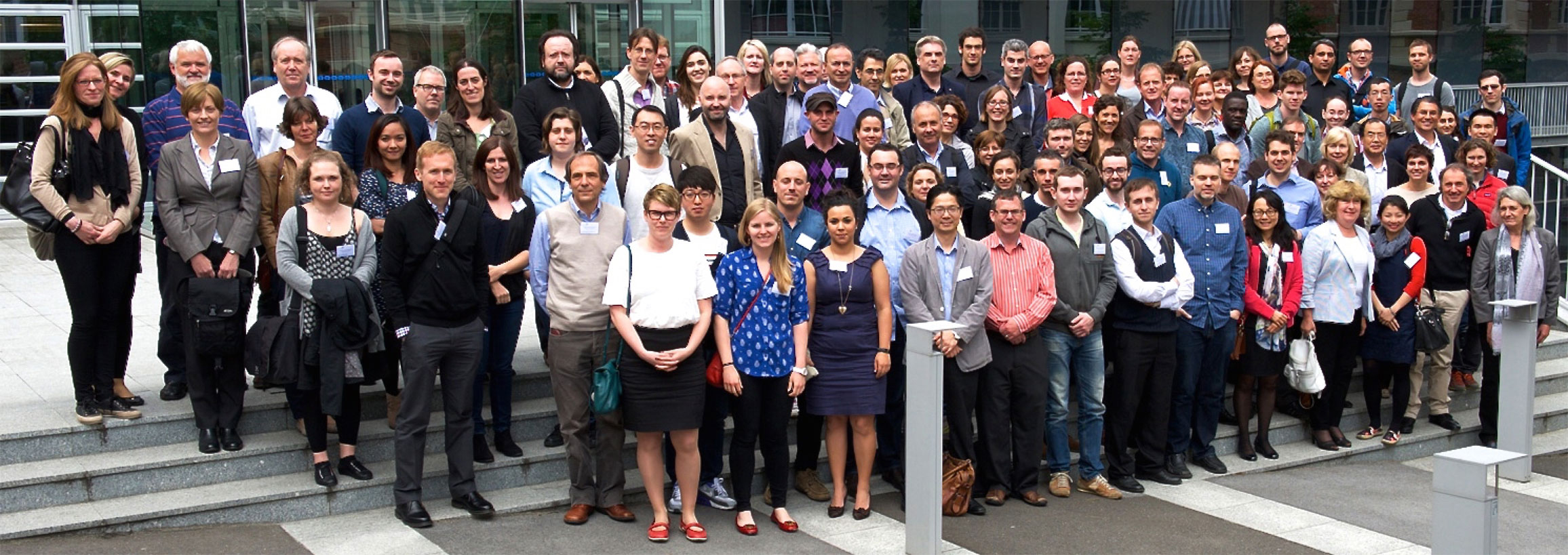
GISAID次世代シーケンシングワークショップ（パスツール研究所、パリ2015）

GISAIDという略称が最初に言及されたのは、2006年はネイチャーに掲載された寄稿文であり、グローバルな取り組み（Global Initiative）として、鳥インフルエンザデータの共有（Sharing Avian Influenza Data）を行うコンソーシアムを創るという野心的な望みを押し出すものであった。このコンソーシアムへの参加者は、解析・検証後最長6か月間で公開データベースにデータを公開する、というものであった。
高病原性 H5N1 人獣共通感染症ウイルスの最新の遺伝子データへのアクセスはしばしば制限されていたので、中核となる共有基本ルールは確立されていなかったが、この寄稿文は、7人のノーベル賞受賞者を含む70人以上の指導的な立場にある科学者の署名によるものであった。この制限の理由の一つとして、世界保健機関の加盟国がウイルスのゲノムを共有し、その所有権を危険にさらすことに躊躇していたことによるものであった。

## 歴史

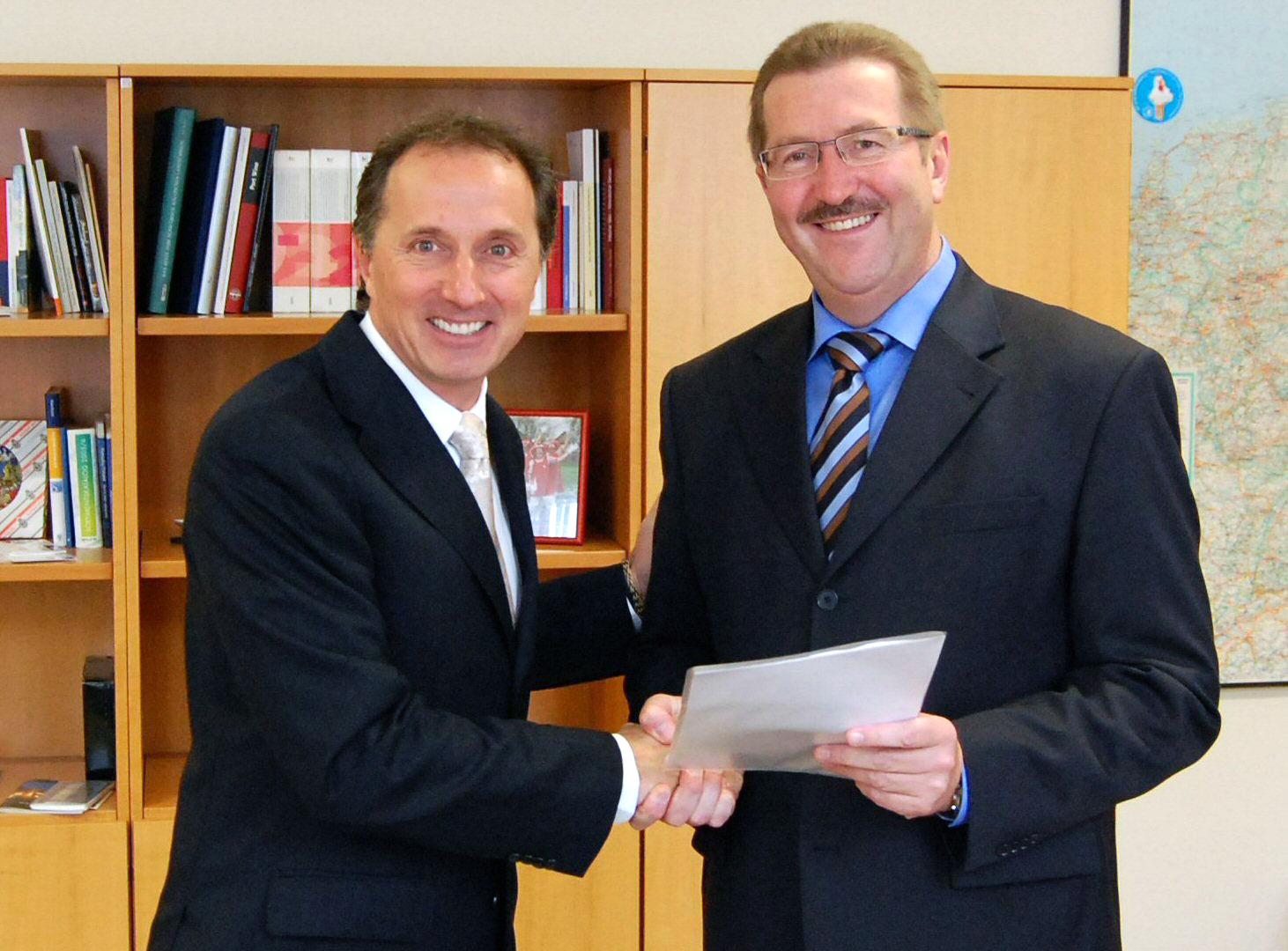
GISAIDのピーターボグナー大統領（左）とドイツ国務長官のロベルトクロースとの公式調印式。出典： BMELV （ベルリン、2010年4月）